# Alinda
Pour les articles homonymes, voir Alinda (homonymie).
Alinda (grec moderne : Ἄλινδα) est une ancienne ville intérieure et un évêché de Carie, en Asie Mineure (Anatolie), devenu un évêché titulaire catholique latin.

## Situation et ruines
Alinda, qui surplombe une plaine fertile, est située près de Demircideresi, sur une colline qui domine la ville moderne de Karpuzlu, dans la province d'Aydın, dans l'ouest de la Turquie. 
Les ruines ne sont pas restaurées mais sont toujours bien conservées et sont très fréquentées, notamment dans le cadre de circuits de visites organisées (appelés "safaris") avec départ du centre touristique international de Bodrum ou de Milas et rejoignant Karpuzlu par une route de montagne venant du sud. 

## Destruction
En 2018, quatre kilomètres de l'ancienne route de pierre reliant les anciennes villes d'Alinda et de Latmus ont été détruits par les villageois pour faire place à leurs oliveraies.

## Voir également
- Liste des villes fondées par Alexandre le Grand

## Sources
- (en) The Princeton Encyclopedia of Classical Sites, « Perseus Digital Library: ALINDA (Karpuzlu, formerly Demircideresi) Caria, Turkey. », Princeton University